# Bahnbetriebswerk Kaiserslautern
Das Bahnbetriebswerk Kaiserslautern (Kurzform Bw Kaiserslautern) ist ein Bahnbetriebswerk in Kaiserslautern, das seit den 1840er Jahren existiert. Derzeit ist es für Dieseltriebwagen der DB Regio Mitte zuständig. Es sind unter anderem die Dieseltriebwagen der Baureihen 622 und 623 (Alstom LINT), welche im Dieselnetz Südwest eingesetzt werden, und einige Triebwagen der Baureihen 628 und 643 in Kaiserslautern beheimatet.

## Lage

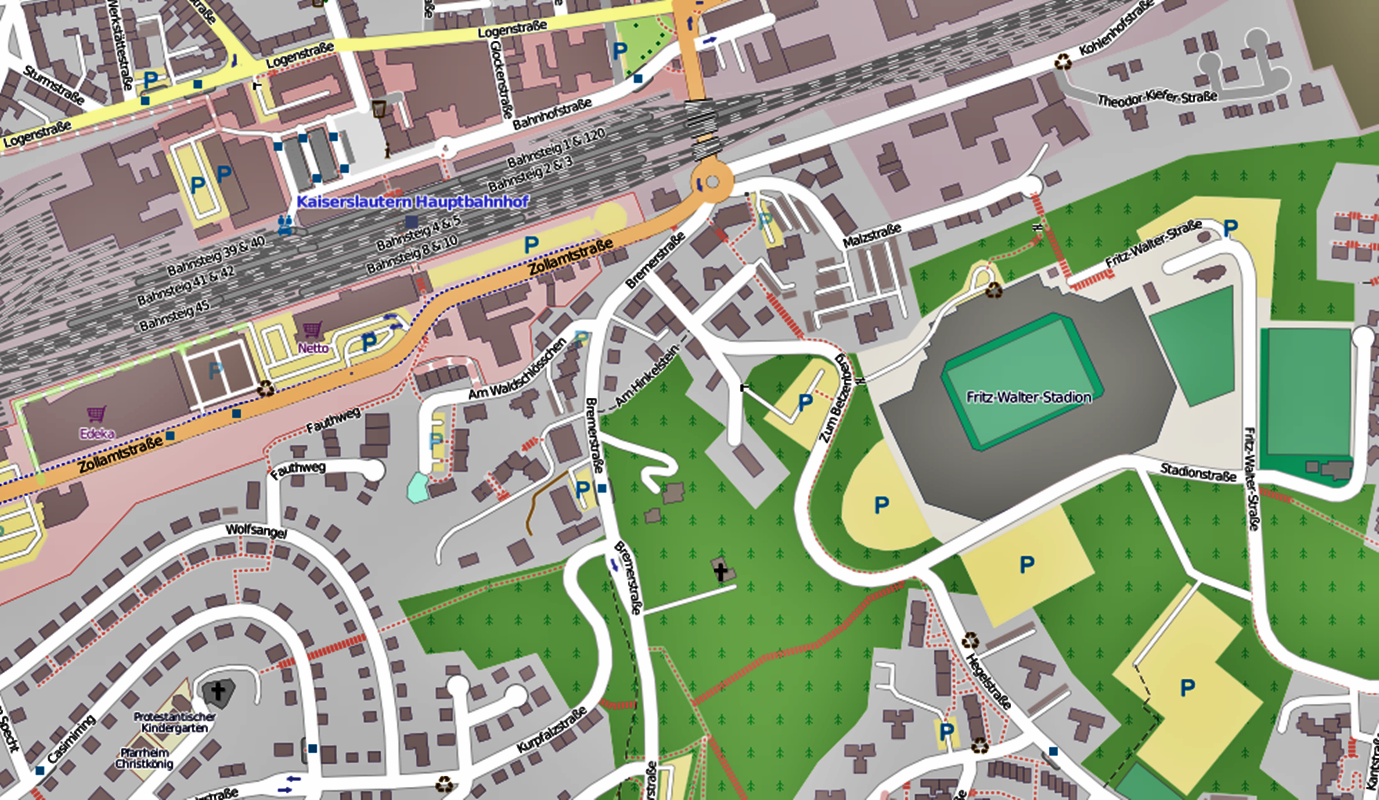
Anlagen des Bahnbetriebswerks am Bildrand links oben

Das Bahnbetriebswerk befindet sich unmittelbar nordwestlich des Hauptbahnhofs unweit der Gleise für die Züge der Lautertalbahn.

## Geschichte

### Anfänge
Im Zuge der Planungen der Pfälzischen Ludwigsbahn wurde frühzeitig festgelegt, dass diese über die Barbarossastadt Kaiserslautern führen sollte. Am 2. Juli 1848 fand schließlich die Eröffnung des Abschnitts Homburg – Kaiserslautern statt. Bereits zwei Jahre zuvor waren vor Ort für die Unterhaltung der Dampflokomotiven und der Wagen Wartungsanlagen errichtet worden. Diese befanden sich unmittelbar am damaligen Empfangsgebäude des Kaiserslauterer Bahnhofs, das bereits 1879 abgerissen wurde. Zur Anlage gehörte unter anderem eine gemauerte Remise. Zudem war im Werk selbst eine mit acht Pferdestärken ausgestattete Dampfmaschine, die Drehbänke, einen Ventilator und andere Maschinen versorgte. Bereits nach wenigen Jahren musste die Werkstatt vergrößert werden.
1879 wurden die ersten Wartungsanlagen durch ein größeres Werk ersetzt, da aufgrund der Eröffnung weiterer Bahnstrecken im Einzugsgebiet der Stadt wie der Alsenztalbahn, der Donnersbergbahn, der Zellertalbahn, den Bahnstrecken Kaiserslautern–Enkenbach und Landstuhl–Kusel das alte Betriebswerk die Grenzen seiner Leistungsfähigkeit erreicht hatte. 1908 waren insgesamt 650 Mitarbeiter im Werk beschäftigt.
Während der Zeit der Pfälzischen Eisenbahnen war das Werk neben seinesgleichen in Neustadt und Ludwigshafen eines von drei selbständigen Werken innerhalb der damaligen Pfalz. Im Jahr 1900 entstand eine Außenstelle in Homburg, die später einige Jahre später in ein eigenes Betriebswerk umgewandelt wurde. Später unterstand es außerdem der Maschineninspektion – Abgekürzt MI genannt – in Kaiserslautern.

### Erster Weltkrieg und Deutsche Reichsbahn (1914–1945)
Im Ersten Weltkrieg wurde ein Teil des Lokpersonals aus Kaiserslautern an den Landauer Hauptbahnhof versetzt. Dies veranlasste die 1920 gegründete Deutsche Reichsbahn schließlich, dort 1921 ein neues Werk zu errichten, das anfangs eine Außenstelle des Pendants in Neustadt bildete.
1922 erfolgte die Eingliederung des Werks in die neu gegründete Reichsbahndirektion Ludwigshafen. Ab Mitte der 1920er Jahre wurde das Bahnbetriebswerk in Kaiserslautern neu errichtet und 1932 fertiggestellt. Es bot zu diesem Zeitpunkt 800 Arbeitsplätze und war für etwa 120 Dampflokomotiven zuständig. Da zwischenzeitlich westlich von Kaiserslautern der Rangierbahnhof Einsiedlerhof entstanden war, oblag dem Betriebswerk in erster Linie die Unterhaltung von Güterzug- und Rangierlokomotiven.
1936 stieg die Zahl der Mitarbeiter auf 850 an. Im Zuge der Auflösung der Ludwigshafener Direktion wechselte es zum 1. April 1937 in den Zuständigkeitsbereich der Direktion Saarbrücken. Da in den Folgejahren in der Pfalz der Westwall errichtet wurde, beherbergte es entsprechend 1100 Mitarbeiter und 170 Loks. Während dieser Zeit besaß es außerdem eine Wagenausbesserung. Am Pirmasenser Hauptbahnhof wurde im April 1941 außerdem ein Lokomotivbahnhof mit einer Bekohlungsanlage errichtet, der eine Dependance des Kaiserslauterer Betriebswerks bildete.

### Nachkriegszeit (1945–1970)
Die Deutsche Bundesbahn gliederte das Werk nach dem Zweiten Weltkrieg in die Bundesbahndirektion Mainz ein, der sie das gesamte Bahnnetz innerhalb des neu geschaffenen Bundeslandes Rheinland-Pfalz zuteilte. Aufgrund der in den Folgejahren entstandenen Kaiserslautern Military Community war es außerdem für die Unterhaltung von Lokomotiven zuständig, die Truppenzügen dienten. Darüber hinaus erhielt es vier Triebwagen der Baureihe VT 08, die ausschließlich als Lazarettzüge der United States Army fungierten und den Spitznamen „Tripper-Express“ erhielten. In den Folgejahrzehnten fanden weitere Modernisierungen statt. Zwar blieb es von der nach dem Zweiten Weltkrieg einsetzenden Schließungswelle von Bahnbetriebswerken verschont, jedoch wurden seine Anlagen in der Folgezeit deutlich verringert. Eine wesentliche Rolle spielte dabei die Elektrifizierung der aus der Ludwigsbahn hervorgegangenen Bahnstrecke Mannheim–Saarbrücken ab Anfang der 1960er Jahre.
Die restlichen Strecken in seinem Einzugsgebiet wurden zur selben Zeit zunehmend auf Dieselbetrieb umgestellt. So erhielt es Anfang 1958 seine erste Diesellokomotive in Form einer solchen der Baureihe V 60. Am 31. Dezember 1962 beherbergte es 93 Dampflokomotiven, darunter zehn der Baureihe P 10; hinzu kamen insgesamt zwei Wittfeld-Akkumulatortriebwagen, fünf Dieselloks der Baureihe V 60, die für Rangierfahrten eingesetzt wurde und vier Lazaretttriebwagen.
1966 wurden dem Werk Loks der Baureihe 152 zugeteilt, die die einzigen je dort beheimateten elektrischen Lokomotiven blieben. Sie sollten dem Verlust von Arbeitsplätzen entgegenwirken, der sich aufgrund des sich abzeichnenden Endes des Dampfbetriebs einstellte. Bereits im August 1972 wurden sie wieder abgezogen. Am 28. Mai 1967 wurde außerdem eine Diesellokomotive der Baureihe V 200 von Limburg nach Kaiserslautern umbeheimatet. Zu diesem Zeitpunkt waren im Werk die Drehscheiben bereits demontiert worden.

### Ende des Dampfbetriebs und jüngere Entwicklung (seit 1971)
Im Zuge der schrittweisen Auflösung der Mainzer Direktion Anfang der 1970er Jahre war mit Wirkung des 1. August 1971 erneut ihr Pendant in Saarbrücken für das Betriebswerk zuständig. 1973 folgte außerdem die Ausmusterung der vier Lazaretttriebwagen. Am 26. September 1975 fuhren letztmals Dampfzüge aus dem Betriebswerk, deren Einsatzschwerpunkt zuletzt im Nordpfälzer Bergland gelegen hatte. Eine Lok der Baureihe 051 wurde an diesem Tag zunächst für den Personenzug 4420 auf der Lautertalbahn eingesetzt, während sie auf dem Rückweg den Nahgüterzug 64347 übernahm.
Im Jahr 1990 war das Bahnbetriebswerk außerdem für die Bereitstellung der Lokomotiven beim Abtransport der Aktion Lindwurm zuständig. Dafür erhielt es Lokomotiven aus den Bundesbahndirektionen Karlsruhe, München und Nürnberg.
Zusammen mit seinem Pendant in Ludwigshafen ist es seit Schließung der Landauer Stelle in den 1980er Jahren eines von zwei verbliebenen Bahnbetriebswerken innerhalb der Pfalz.
Offiziell ist das Werk inzwischen ein „Betriebshof“. Am 4. Juli 2000 wurden in ihm Dieseltriebwagen der Baureihe 612 stationiert, die bis 2009 zwischen Neustadt und Karlsruhe verkehrten. Er beherbergt aktuell solche der Baureihe 643.

## Einsatzgebiet
In den ersten Jahrzehnten seines Bestehens war das Werk ausschließlich für die Pfälzische Ludwigsbahn zuständig. Mit der schrittweisen Vergrößerung des pfälzischen Eisenbahnnetzes kamen vor allem Strecken in der Nord- und der Westpfalz hinzu, beispielsweise die Alsenztalbahn, die Bahnstrecken Bahnstrecke Homburg–Zweibrücken, Landau–Zweibrücken, Landstuhl–Kusel, die Lautertalbahn, die Glantalbahn, die 1913 fertiggestellte Biebermühlbahn, die Bachbahn und die Bahnstrecke Lampertsmühle-Otterbach–Otterberg. Nachdem die 1876 eröffnete Eistalbahn Grünstadt–Eisenberg bis nach Enkenbach durchgebunden worden war, verlagerte sich der dortige Einsatzschwerpunkt, der vorher in Ludwigshafener und Neustadter Hand war, deutlich zugunsten des Kaiserslauterer Werks.
Ende der 1950er Jahre erstrecke sich sein Einzugsgebiet von Saarbrücken über Bingerbrück und Frankfurt bis nach Osthessen. Zu den befahrenen Strecken gehörten neben denjenigen innerhalb der Pfalz unter anderem die Nahetalbahn, die Bahnstrecke Frankfurt–Göttingen, die Mainbahn, die Riedbahn, die Bahnstrecken Hanau–Frankfurt und Gau Algesheim–Bad Kreuznach.